# Giro di Romagna 1922
Il Giro di Romagna 1922, settima edizione della corsa, si svolse il 7 maggio 1922.
Dopo l'edizione del 1921 corsa dagli indipendenti, il Giro del 1922 fu inserito dall'Unione Velocipedistica Italiana nel calendario delle gare per professionisti. Il percorso, in sostanza quello tradizionale, misurava 270 km. La partenza è fissata in via Mentana a Lugo. Il primo tratto è in direzione nord: Fusignano, poi Alfonsine. Poi i corridori imboccano la Strada Adriatica, che li porta a Ravenna e poi fino a Rimini. Dopo Cattolica si sale sul monte Titano. Quindi si scende fino alla via Emilia. Dopo il lungo tratto da Santarcangelo a Faenza, si sale sul monte Trebbio. L'ultimo segmento porta al traguardo di Lugo.
 
La vittoria fu appannaggio dell'italiano Costante Girardengo, che completò la corsa in 9h42'00", precedendo i connazionali Gaetano Belloni e Giovanni Brunero.
I corridori che tagliarono il traguardo di Lugo furono 15. Seguendo la tradizione dell'anteguerra, i premi messi in palio furono ricchissimi, tanto da lasciare meravigliati i membri dell'UVI presenti alla competizione.

## Ordine d'arrivo (primi 10)
| Pos. | Corridore            | Squadra         | Tempo    |
| ---- | -------------------- | --------------- | -------- |
| 1    | Costante Girardengo  | Bianchi-Salga   | 9h42'00" |
| 2    | Gaetano Belloni      | Bianchi-Salga   | s.t.     |
| 3    | Giovanni Brunero     | Legnano-Pirelli | s.t.     |
| 4    | Emilio Petiva        | Maino           | s.t.     |
| 5    | Camillo Arduino      | Bianchi-Salga   | s.t.     |
| 6    | Giuseppe Azzini      | Maino           | a 7'00"  |
| 7    | Michele Gordini      | Bianchi-Salga   | s.t.     |
| 8    | Federico Gay         | Bianchi-Salga   | s.t.     |
| 9    | Alfredo Sivocci      | Legnano-Pirelli | s.t.     |
| 10   | Giovanni Trentarossi | Bianchi-Salga   | a 10'00" |